# De Tomaso Deauville (2011)
De Tomaso Deauville è un prototipo di autovettura di lusso presentato dalla casa automobilistica italiana De Tomaso nel marzo 2011.

## Il prototipo De Tomaso SLC
Con "Deauville" viene intesa la prevista vettura di serie strettamente derivata dal prototipo De Tomaso SLC (Sport Luxury Crossover) esposto al salone dell'automobile di Ginevra 2011; si trattava di un prototipo marciante di autovettura di tipo crossover destinato ad anticipare la filosofia del nuovo marchio De Tomaso dopo lunghi anni di improduttività. La vettura di serie da esso derivata avrebbe dovuto essere l'apripista della futura produzione del marchio modenese e "salvatrice" dello stabilimento ex Pininfarina di Grugliasco (TO). La SLC portava all'interno del suo progetto diversi concetti legati al mondo del design automobilistico, non solo concettuali o estetiche ma anche ingegneristiche.

### La meccanica
Il prototipo destinato alla produzione doveva sfruttare la tecnologia produttiva denominata Univis, brevettata dall'IAI (Innovation in Auto Industry) ovvero la holding proprietaria del marchio De Tomaso. Si tratta di una soluzione che prevede l'assemblaggio del telaio utilizzando profilati estrusi d'alluminio di dimensioni standardizzate uniti fra loro da dei giunti a crociera, rifilati a laser e saldati. Questa soluzione, secondo la De Tomaso, avrebbe dovuto ridurre notevolmente i costi e i tempi di produzione e di sviluppo della piattaforma e della sua manutenzione o degli interventi post produzione ad essa applicabili. Il brevetto risale al 1984 ed è stato sviluppato da Giuliano Malvino per la meccanica della Rayton Fissore Magnum e poi ceduto all'IAI. 

I due prototipi marcianti però sono stati realizzati ricarrozzando la base meccanica della crossover Cadillac SRX di origine americana comprensiva delle ruote a sei mozzi e riutilizzando la stessa plancia e volante. Un portavoce General Motors dichiarò che la De Tomaso acquistò la Cadillac attraverso la rete di vendita italiana e non vi era nessun accordo di fornitura dei componenti.
Nonostante le premesse questa soluzione ha creato attorno a sé molto scetticismo da parte della critica e degli specialisti del settore, che hanno ritenuto le dichiarazioni troppo ottimistiche e poco credibili, solo la messa in produzione della vettura avrebbe potuto di per sé dimostrare agli scettici la sua vera validità.

### Il concetto "SLC"
Oltre alla tecnologia la vettura racchiude diversi concetti di modularità e immagine; la sigla SLC (Sport Luxury Crossover) sta a identificare una vettura dalle forme anticonvenzionali volta a valorizzare il comfort, l'abitabilità e il lusso. Successivamente alla sua prima presentazione la sigla identificativa viene modificata in SLS ovvero Sport Luxury Sedan per rimarcare quanto la vettura voglia soddisfare i requisiti di una grande berlina di lusso. La vettura inoltre è stata concepita per una realizzazione semi-artigianale e quindi completamente personalizzabile da parte del cliente. L'immagine della vettura risulta quindi, secondo i progettisti, imponente ma armonica, lussuosa ma fuori dai canoni classici delle berline di lusso.
Poco prima della sua presentazione a Ginevra il prototipo è stato denominato definitivamente Deauville ricordando la storica De Tomaso Deauville del 1971.

### Estetica
La Deauville era caratterizzata da una linea che si discostava dalle berline maggiormente diffuse in commercio, riprendendo soluzioni volumetriche simili a quelle della BMW Serie 5, ma concentrandosi più verso un'immagine sportiva e ancora più lussuosa. Lo stile della vettura è stato affidato alla Pininfarina, come da accordo preso nel 2009 dopo che Gian Mario Rossignolo aveva rilevato tramite il marchio De Tomaso lo stabilimento produttivo di Grugliasco. La linea superiore del corpo vettura, lungo più di 5 metri, che unisce i due estremi, anteriore e posteriore, risulta filante benché la carrozzeria appoggi su una scocca rialzata, che fa perdere di sportività al veicolo ma che le fa acquisire robustezza e solidità. Di conseguenza anche il frontale della vettura è massiccio e ingloba una maschera radiatore dalle dimensioni molto importanti con al centro il nuovo logo disegnato da Peter Arnell. Il posteriore a coda molto alta, come del resto tutta la linea di cintura della fiancata, termina privo di un vero e proprio terzo volume, poiché il volume del bagagliaio è quasi totalmente raccordato al padiglione che termina con una linea molto rastremata, come sulle coupé a 4 porte.